# أتسوغة متنوعة الأوراق

أتسوغة متنوعة الأوراق[بحاجة لمصدر] (الاسم العلمي: Tsuga diversifolia) هي نوع من النباتات يتبع جنس الأتسوغة من فصيلة الصنوبرية.